# Ray Foxley
Ray „Professor“ Foxley (* 28. Dezember 1928 in Birmingham als Raymond Geoffrey Foxley; † 7. Juli 2002 in London) war ein britischer Jazzpianist und Arrangeur, der durch seine Zusammenarbeit mit britischen Protagonisten des Traditional Jazz wie Ken Colyer und Chris Barber bekannt wurde.
Foxley begann sich mit 14 Jahren unter dem Eindruck der Musik von Fats Waller und Jelly Roll Mortons „King Porter Stomp“ sich für frühen Jazz zu interessieren, spielte in verschiedenen kleineren Ensembles seiner Heimatstadt, bis er Mitglied der Gutbucket Six wurde, die 1947 beim Festival „Jazz at the Birmingham Town Hall“ auftraten. Dann gründete er die Levee Ramblers, mit denen er auch Radioauftritte hatte und 1952 in Paris auftrat. Mitte der 1950er Jahre zog er nach London und wurde Mitglied von Ken Colyers Crane River Jazz Band, um dann bei Mick Mulligan, Chris Barber und Mike Daniels zu spielen, bevor er mit Colyers Jazzmen und dessen Skiffleband tätig war. 1960 kehrte er in die Midlands zurück und zeigte sich stilistisch offen, da er auch im Kontext des Modern Jazz auftrat. In den 1980er Jahren spielte er mit Henry Gardiner und dessen Southsiders, Rod Mason (für den er auch Arrangements schrieb), Ken Ingram und The Paragon Jazz Band. Nach dem Tode Colyers gehörte er der Ken Colyer Trust Band an. Er arbeitete ferner mit The Jubilee Jazzmen und Eddie Matthews's Jump Band. In den letzten Lebensjahren trat er vorwiegend als Solopianist auf. Er wurde auch von Avantgardisten wie Lol Coxhill oder Roger Turner geschätzt.

## Diskographische Hinweise
- Six for Two (Jeton, 1979)
- Professor Foxley's Sporting House Music (Jeton, 1978)